# 昝圣达
昝圣达（1963年—），江苏南通人，汉族，中华人民共和国政治人物。

## 生平
毕业于清华大学高级管理人员工商管理专业，加入中国共产党。2013年，被选为全国人大代表。2018年2月24日，当选为第十三届全国人大代表。